# ナニユエ (tacicaの曲)
「ナニユエ」は、tacicaの4作目の配信限定シングル。2023年5月7日にSEMELPAROUSから配信された。

## 概要
前作「金糸雀」から約1ヶ月ぶりとなる配信限定シングル。
本作は、コーラス・ピアノでシンガーソングライターの森田くみこが参加している。

## 収録曲
1. ナニユエ [4:10]